# Великдень в Україні
Вели́кдень в Украї́ні — державне свято, присвячене події воскресінню Христа, яке офіційно святкується в Україні за новоюліанським календарем.

## Дата
В Україні встановлений вихідний на Великдень за старим стилем, як у Болгарії, Греції, Грузії, Еритреї, Кіпрі, Росії, Румунії, Сербії, Північній Македонії й Чорногорії. У Білорусі до 1997 року. Великдень у Боснії і Герцеговині та Косово є вихідним, як і за новоюліанським, так і за григоріанським календарями. Великдень за старим стилем відзначає Православна церква України, Українська греко-католицька церква, Російська православна церква в Україні та деякі протестантські церкви.
Римсько-католицька церква, Мукачівська греко-католицька єпархія та протестантські церкви святкують Великдень в Україні відповідно до григоріанської Пасхалії. Згідно з Кодексом законів про працю України, Пасха та Трійця за григоріанським календарем не є вихідними днями. Пасхальні свята за григоріанським календарем найбільш широко святкують у Закарпатській області.
УГКЦ планує провести другий етап календарної реформи, яка полягатиме у святкуванні Пасхалії за григоріанським календарем. Наразі працює спільна комісія Вселенського патріархату Константинополя і Латинської церкви, щоб дійти спільної згоди у святкуванні Великодня, опісля чого яке рішення зможе ухвалити ПЦУ. Наполягання деяких православних на тому, що Великдень не можна святкувати одночасно або перед єврейським Песахом з'явилось вже в XI–XII століттях. На цьому наполягали візантійські каноністи.

## Народні традиції

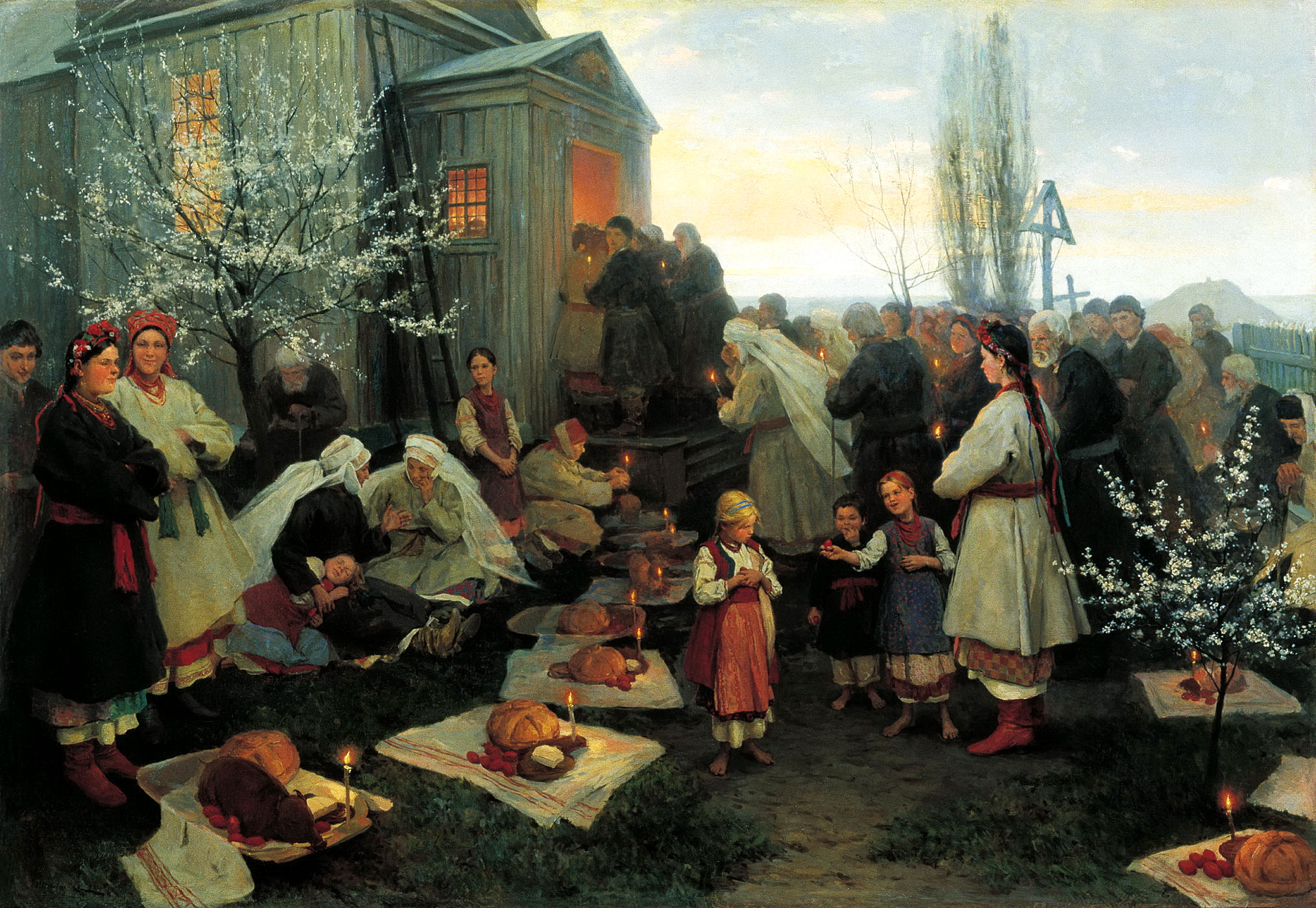
М. К. Пимоненко. Великодня утреня. 1891

За словами В. К. Сапіги, Великдень в Україні — це, крім усього іншого, свято весняного воскресіння, оновлення природи, яке відзначалося з настанням дня весняного рівнодення ще за дохристиянських часів.
На Гуцульщині кожен, побачивши світанок, побожно знімав головний убір і, повернувшись обличчям на схід, низько кланявся, хрестився і вимовляв: «Слава тобі, Господи, за личенько твоє Господнє, що ся показало, праведне; слава Тобі, просвященне!». На Волині вважали, що сонце є королем неба, що світить і гріє вдень, а вночі ховається за землю, обходить її й вранці знову з'являється на сході. На Поділлі вважали, що сонце — це відблиск лику Божого, і тому воно так яскраво світить. За старих часів в Україні дівчата молилися сонцю. На Наддніпрянщині дівчата вставали з ранку раніше на Великдень, і йшли в сад, вставали під яблунею обличчям на схід і чекали на схід сонця. Як тільки сонце з'являлося, дівчата складали руки, як перед іконою, і молилися. Після молитви, на дереві, під яким стояли, робили відмітку хрестиком на корі та коли яблуня зацвіте, з її квітучих гілок плели вінок і вдягали на голову, потім цей вінок зберігали і його використовували під час ворожіння на кохання.
Як і на Благовіщення, якщо на Великдень та наступні дні були теплі та сонячні, дівчата ходили навколо села (а слідом за ними й маленькі діти) та співали веснянки. В Україні, зібравшись на вигоні (на вулиці) або біля церкви, виводили «кривого танцю» «Коструба», який символізував зиму.
Волочіння проводилося з неділі на понеділок, двори обходили здебільшого хлопчики 8-12 років, в обряді часом були присутні елементи забав. В українців досі існує «Волочильний понеділок».
Ґазда обходив навколо столу з мискою освячених яєць і пасок. Після цього, ставши обличчям до ікон, розрізав на тарілці кілька очищених освячених яєць і підносив до рота кожному члену сім'ї, примовляючи: «Дай, Боже, щоб і того року дочекатися святого свята Воскресіння Христового в щастя і здоров'я!».
На Херсонщині для тих, хто був у дорозі й не сидів за святковим столом разом із сім'єю, господиня відрізала шматок паски та, загорнувши його в рушник разом із трьома фарбами, клала в червоний кут.
У деяких регіонах України існував звичай ставити на святковий стіл тарілку із землею, де зеленіли пророслі сходи вівса. На зелень клали стільки фарбованих яєць, скільки предків хотіли згадати. Цей обряд здійснювали насамперед ті селяни, які не могли цього дня побувати на могилі своїх батьків. Символічна могила могла стояти до проводів. Тоді яйця згодовували худобі чи птахам, шкаралупу спалювали, а зелень висаджували.
На півночі України залишки великодньої трапези зазвичай зберігали до Юріїва дня, коли їх несли в полі та закопували на межі, по кутках поля або розкидали по полю, вважаючи, що це оберігає поле від граду, грози, бурі.
У багатьох регіонах України після великоднього обіду йдуть на цвинтар «похристосуватися з померлими родичами».

## Світлини
- Великодня поштова картка, 1916
- Великодня поштівка українського легіону
- Паски в магазині Києва, 2011 рік, 25 квітня (другий день Великодня)
- Монета «Свято Великодня»
- Марка Укрпошти «З Великоднем!» (1993)
- Марка Укрпошти «Великдень» з серії «Національні меншини в Україні. Греки» (2019)

## Зауваження
1. ↑  Згідно з новоюліанським календарем, дата Великодня обчислюється як у юліанському календарі.